# Умбри
 Тази статия е за древния народ.  За рода риби вижте Умбри (риби).  
Умбрите (Umbri) са индоевропейско италиийско племе, населявало територията на съвременна Умбрия и някои съседни на нея области в днешна централна Италия. Заселили са се тук около първото хилядолетие пр.н.е. Езикът им е умбрийски, близкородствен с този на оските.
Умбрите основават някои градове-държави: Америя (Амелия), Ариминум (Римини), Асисиум (Асизи), Игувиум (Губио), Интерамна (Терни), Перузия (Перуджа) и Сполетиум (Сполето). Съседните на тях етруски племена им оказват сериозно културно влияние. През 308 пр.н.е. след загубата при Мевания попадат под римско господство. Те се романизират бързо.

Най-известният умбриец е пишещият на латински поет на комедии Плавт.